# Ehemaliges Stadttheater (Sagan)

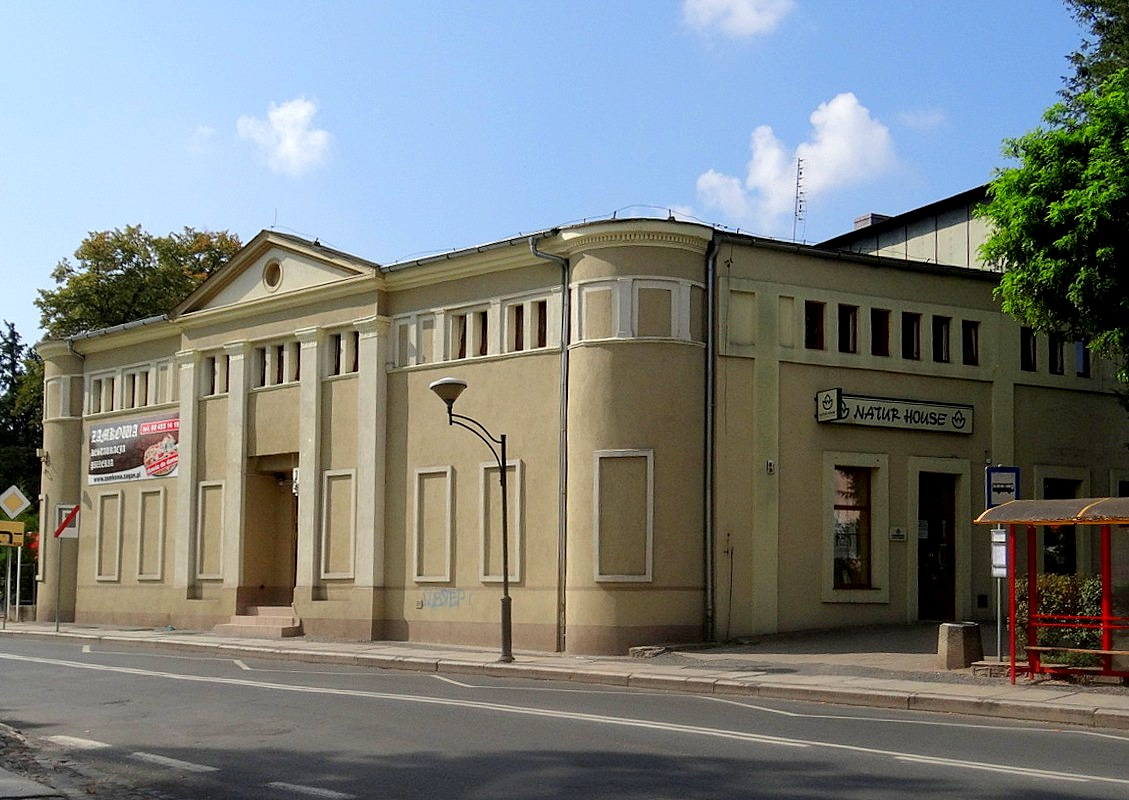
Ehemaliges Stadttheater Sagan

Das ehemalige Stadttheater Sagan in Żagań stammt aus den 1920er Jahren. 

## Theatergeschichte
Als Wallenstein mit der Herrschaft belehnt wurde, war eine seiner ersten Amtshandlungen die Berufung von Jesuiten. Beim Umbau des Franziskanerklosters, das den Jesuiten überlassen wurde, wurde eine Bauzeichnung  gefunden, die sich mit einem Theatersaal befasst. Dieser Plan wurde jedoch nicht umgesetzt. Im Jahr 1684 wurde ein Theatersaal im Kolleg mit dem Schauspiel Franziskus Xaverius eingeweiht. Mit dem großen Stadtbrand wurde das gesamte Kolleg einschließlich des Theatersaals zerstört. Beim Wiederaufbau 1688 wurde wieder ein Theatersaal eingebaut. Jedoch wurde das Kolleg 1730 erneut durch Brand zerstört.
Beim Umbau des Schlosses wurde am Südende des Ostflügels im zweiten Obergeschoss ein Theater eingebaut. Um Jahr 1802 gastierte die Truppe von Carl David Wagner im Ort, 1818 fand eine dreiwöchige Festwoche zu Ehren von Hezogswitwe Dorothea statt.
Die Quellenlage zum heute erhaltenen Bau ist schwierig. Offenbar wurde das Theater in den 1920er Jahren errichtet oder umgebaut. Die Bühne war relativ geräumig, weshalb sie in der Spielzeit 1943/44 als einziger Ort der Region die Aufführung von Grillparzers Medea durch das Schlesische Landestheater Bunzlau erlaubte.
Heute finden Theateraufführungen im Herzogin-Dorothea-Theater im Kulturzentrum statt.

## Bauwerk
Der Bau besitzt eine zweigeschossige Schaufront mit einem dreiachsigen, von Kolossalpilastern gegliederten Mittelrisalit. An den Ecken der Schaufront befindet sich Rundtürmchen.